# Copersucar
Copersucar ist eine brasilianische Genossenschaft und einer der weltgrößten Produzenten von Zucker und Alkohol. Der Firmensitz ist in São Paulo.
Die Genossenschaft wurde am 1. Juli 1959 gegründet, um die Produktion und den Vertrieb von Zucker und Nebenprodukten wie Ethanol zu verbessern. Die brasilianischen Zuckerproduzenten waren zu dieser Zeit durch europäische Importbeschränkungen und den Preisverfall von Zucker stark betroffen, so dass eine Zusammenarbeit zur Bewältigung der Krise notwendig wurde.
Heute sind in der Genossenschaft 85 Unternehmen aus den brasilianischen Staaten São Paulo, Minas Gerais und Paraná zusammengeschlossen. Der Umsatz im Geschäftsjahr 2006/07 betrug 5 Milliarden Real (etwa 1,8 Milliarden Euro), der je zur Hälfte durch Ethanol- und Zuckerproduktion erwirtschaftet wurde.
Am 18. Oktober 2013 kam es zu einem Großbrand im Hafen von Santos, der die Lager-Infrastruktur von Copersucar samt 180.000 t Zucker zerstörte. Der Zuckerpreis an den Rohstoffmärkten stieg in Folge.

## Formel 1
Mitte der 1970er erlangte Copersucar Bekanntheit als Sponsor von Fittipaldi Automotive, des ersten brasilianischen Formel-1-Teams. Die Zusammenarbeit dauerte von der Saison 1975 bis zur Saison 1979.